# Poa

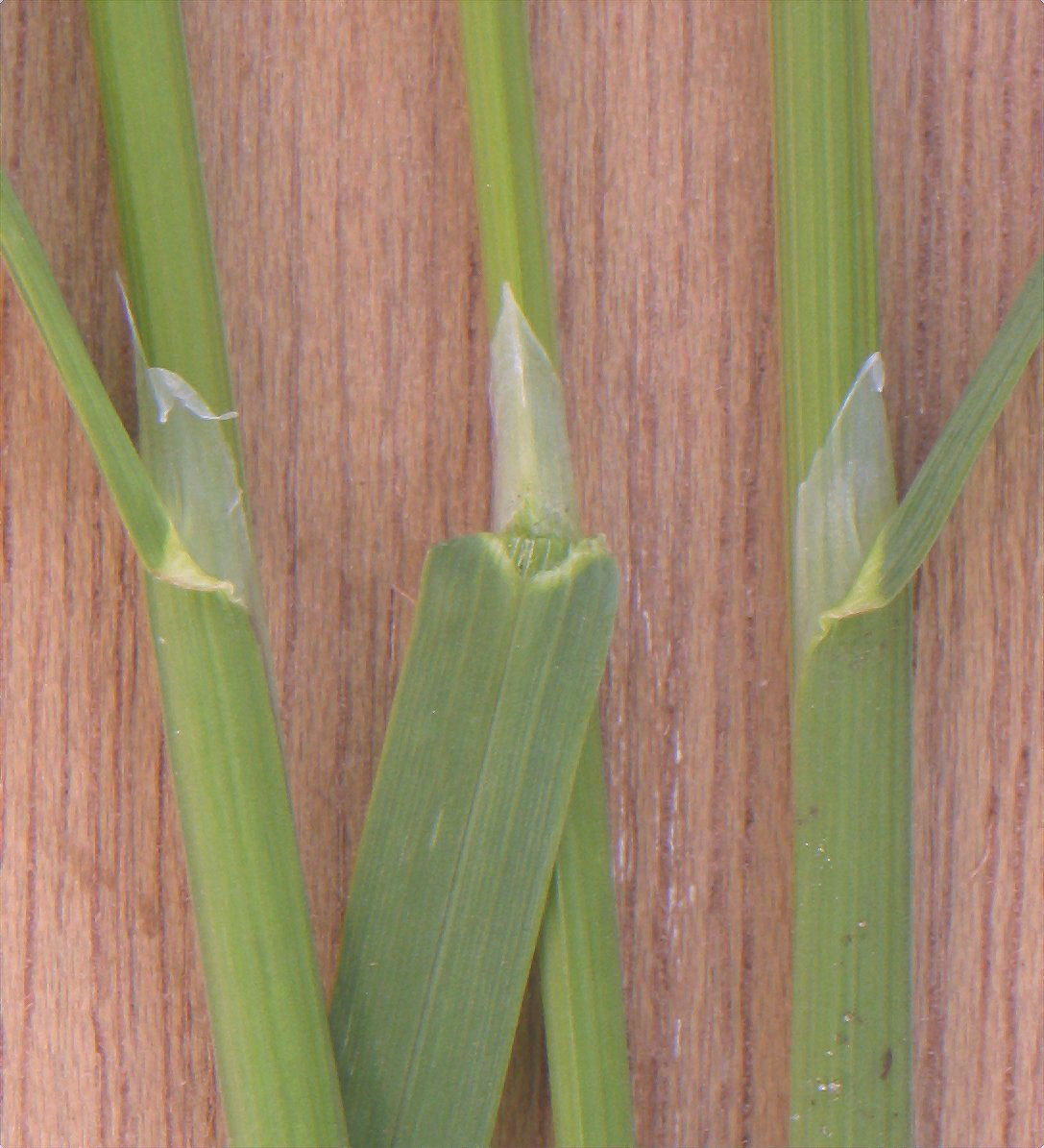
Poa trivialis

Poa és un gènere de plantes de la família de les poàcies, ordre de les poals, subclasse de les commelínides, classe de les liliòpsides, divisió dels magnoliofitins.

## Taxonomia
- Poa abbreviata R. Br.
- Poa acuminata Scribn.
- Poa agassizensis B. Boivin et D. Löve
- Poa airoides Nutt.
- Poa alcea Piper
- Poa alpina L.
- Poa ambigua Elliott
- Poa angustifolia L.
- Poa andina Nutt.
- Poa annua L. - pèl de ca, margall, pèl de bou, pelosa, espigueta, maimort, pèl de boc, plomeret
- Poa aperta Scribn. et Merr.
- Poa arachnifera Torr.
- Poa archboldii Hitchc.
- Poa argentea Howell
- Poa arida Vasey
- Poa atropurpurea Scribn.
- Poa attenuata Trin.
- Poa berningeri Pilg.
- Poa bigelovii Vasey et Scribn.
- Poa bolanderi Vasey
- Poa brachyglossa Piper
- Poa brandegei Scribn.
- Poa brassii Hitchc.
- Poa brevipaniculata Scribn. et T. A. Williams
- Poa bulbosa L.
- Poa callichroa Rydb.
- Poa callida Rydb.
- Poa capitata Nutt.
- Poa cenisia All.
- Poa compressa L.
- Poa confinis Vasey
- Poa confusa Rydb.
- Poa cottoni Piper
- Poa curta Rydb.
- Poa cusickii Vasey
- Poa debilis Torr.
- Poa dinantha A. W. Wood
- Poa douglasii Nees
- Poa eatoni S. Watson
- Poa epilis Scribn.
- Poa erectifolia Hitchc.
- Poa eyerdamii Hultén
- Poa faberi Rendle
- Poa fendleriana (Steud.) Vasey
- Poa fernaldiana Nannf.
- Poa filiculmis Swallen
- Poa filifolia Vasey
- Poa fimbriata Swallen
- Poa flexuosa Muhl.
- Poa glomerifera Hack.
- Poa gracillima Vasey
- Poa helleri Rydb.
- Poa hispidula Vasey
- Poa howellii Vasey et Scribn.
- Poa hypnoides Lam.
- Poa infirma Kunth
- Poa interior Rydb.
- Poa interrupta Nutt.
- Poa involuta Hitchc.
- Poa juncifolia Scribn.
- Poa kelloggii Vasey
- Poa kingii S. Watson
- Poa koelzii Bor
- Poa kunthii Lindm.
- Poa labradorica Fernald
- Poa laccidula Boiss. et Reuter
- Poa laeviculmis T. A. Williams
- Poa laevis Vasey
- Poa languidior Hitchc.
- Poa lanigera Nees
- Poa laxa Haenke
- Poa laxiflora Buckley
- Poa leibergii Scribn.
- Poa ligulata Boiss.
- Poa lilloi Hack.
- Poa longepedunculata Scribn.
- Poa longiligula Scribn. et T. A. Williams
- Poa longipila Nash
- Poa longiramea Hitchc.
- Poa macrantha Vasey
- Poa macroclada Rydb.
- Poa mairei Hack.
- Poa montana Vasey
- Poa multnomae Piper
- Poa napensis Beetle
- Poa nematophylla Rydb.
- Poa nevadensis Vasey
- Poa norbergii Hultén
- Poa novarae Reichardt
- Poa overi Rydb.
- Poa pachypholis Piper
- Poa pattersoni Vasey
- Poa phoenicea Rydb.
- Poa planifolia Kuntze
- Poa plattensis Rydb.
- Poa pratensis L. - Poa dels prats
- Poa pringlei Scribn.
- Poa pseudopratensis Scribn. et Rydb.
- Poa pudica Rydb.
- Poa purpurascens Vasey
- Poa rupestris Vasey
- Poa sandbergii Vasey
- Poa scaberrima Rydb.
- Poa schizantha Parodi
- Poa setifolia Benth.
- Poa sheldoni Vasey
- Poa sierrae J. T. Howell
- Poa strictiramea Hitchc.
- Poa subreflexa Rydb.
- Poa subtrivialis Rydb.
- Poa superata Hack.
- Poa taltalensis Pilg.
- Poa tenuifolia Nutt.
- Poa tenuifolia S. Watson
- Poa tenuis Elliott
- Poa tracyi Vasey
- Poa trichodes Nutt.
- Poa tricholepis Rydb.
- Poa trivialis L.
- Poa truncata Rydb.
- Poa wheeleri Vasey
- Poa williamsii Nash

(vegeu-ne una relació més exhaustiva a Wikispecies)

## Sinònims
(Els gèneres marcats amb dos asteriscs (**) són sinònims possibles)

Arctopoa (Griseb.) Prob., 
**Austrofestuca (Tzvelev) E. B. Alexeev, 
**Bellardiochloa Chiov., 
Dasypoa Pilg., 
Oreopoa Gand., nom. inval., 
Paneion Lunell, 
Panicularia Heist. ex Fabr., 
Parodiochloa C. E. Hubb., 
Poagris Raf.